# Макеєв Юхим Григорович
Юхим Григорович Макеєв  (1896 — 3 жовтня 1937) — український радянський діяч, 1-й секретар Дніпродзержинського міського комітету КП(б)У Дніпропетровської області. Кандидат у члени ЦК КП(б)У в червні — серпні 1937 р.

## Життєпис
Народився у білоруській родині. Працював робітником.
Член РКП(б) з 1918 року. Учасник Громадянської війни в Росії.
У 1929 році закінчив Комуністичний університет імені Свердлова.
З 1929 року — на відповідальній партійній роботі у Середньо-Волзькому краї РРФСР.
На 1933—1935 роки — партійний організатор, секретар партійного комітету КП(б)У Дніпропетровського металургійного заводу імені Петровського.
У травні — липні 1937 року — 1-й секретар Дніпродзержинського міського комітету КП(б)У Дніпропетровської області.
10 липня 1937 року заарештований органами НКВС. 26 вересня 1937 року засуджений до страти, розстріляний. Посмертно реабілітований 23 березня 1957 року.

## Нагороди
- орден Трудового Червоного Прапора (23.03.1935)